# Real (Lugo)
Real (llamada oficialmente San Cristovo do Real) es una parroquia y una aldea española del municipio de Samos, en la provincia de Lugo, Galicia.

## Otras denominaciones
La parroquia también es conocida por los nombres de San Cristóbal de Real y San Cristobo do Real.

## Organización territorial
La parroquia está formada por siete entidades de población:
- Abradelo
- Covallo (O Covallo)
- Lusío
- Nande
- Reigosa
- San Cristobo do Real (San Cristovo do Real)
- San Paio

## Demografía

### Parroquia
| Gráfica de evolución demográfica de Real (parroquia) entre 2000 y 2021 |
|                                                                        |
| Datos según el nomenclátor publicado por el INE.                       |

### Aldea
| Gráfica de evolución demográfica de San Cristobo do Real (aldea) entre 2000 y 2021 |
|                                                                                    |
| Datos según el nomenclátor publicado por el INE.                                   |